# Seeschlacht vor Saltés
Die Seeschlacht vor der Insel Saltés (17. Juli 1381) war eine Seeschlacht zwischen einer portugiesischen und einer kastilischen Flotte, die im Wesentlichen in den Gewässern in der Nähe der Insel Saltés (in der heutigen Provinz Huelva, Andalusien, Spanien), während des Dritten Ferdinandinischen Krieges stattgefunden hat.

## Vorgeschichte
Ferdinand I. von Portugal beanspruchte nach dem Tod von Peter I. den Thron von Kastilien, woraus sich die Ferdinandinischen Kriege entspannen. 1381 brach er den Vertrag von Santarém (1373), der den Frieden nach dem zweiten Ferdinandinischen Krieg beschlossen hatte. In dem neuen Krieg stützt er sich auf eine neu unterzeichnete Allianz mit England. Der Herzog von Lancaster hatte seit 1371 auch Anspruch auf den kastilischen Thron und sah in diesem Pakt ein Weg, seinen Anspruch wirksam zu machen. Deshalb versprach er Ferdinand I. zur Unterstützung etwa 2000 Männer, die Hälfte von ihnen waren die gefürchteten englischen Bogenschützen. Sie standen unter dem Befehl vom Earl of Cambridge.
Um zu verhindern, dass das englische Kontingent auf See von der Marine von Kastilien abgefangen wurde, plante der portugiesische Monarch eine Seeblockade um die Mündung des Guadalquivir, da die Flotte unter Fernando Sánchez de Tovar in Sevilla stationiert war. Er wusste, dass die Kastilier dort 17 Galeeren hatten, und sammelte eine Flotte von 23 Galeeren, die von Lissabon Mitte Juli 1381 unter dem Befehl von Juan Alfonso Tello, Graf von Barcelos, aufbrach.

## Schlacht
Etwa zur Zeit des Aufbruchs der portugiesischen Flotte segelte Sanchez de Tovar in Richtung Nordwesten. Nachdem er das offene Meer erreicht hatte, sichteten sich die zwei Schwadronen vor der Küste von Algarve. Der kastilische Admiral befahl umzudrehen und in den Hafen zurückzukehren. Sein portugiesischer Kontrahent verfolgte ihn.
Tovar zeigte sich seinem Gegner taktisch überlegen. Er befahl, mit hoher Geschwindigkeit zu rudern. Die verfolgenden portugiesischen Schiffe erreichten eine unterschiedliche Geschwindigkeit, sodass sich die Lücken zwischen ihnen vergrößerten und sich ihre Formation ausdehnte. Nach ungefähr zwei Stunden stellte sich an dem heißen Sommertag Erschöpfung und Durst bei den portugiesischen Ruderern ein. So blieben viele ihrer Schiffe zurück. Acht von ihnen hielten an, als sie die kleine Insel Saltés in der Nähe von Huelva erreichten.
Tovar befahl seinen Leute anzuhalten. Sie ruhten kurz aus, um dann umzudrehen und in einer kompakten Formation den Feind anzugreifen. Sie griffen die vorausfahrenden Galeeren mit großer Kraft an und kaperten sie. Als sich die anderen portugiesischen Schiffe den Kastiliern näherten, wurden sie ohne Schwierigkeit genommen.

## Konsequenzen
Von den 23 portugiesischen Galeeren entkam nur eine, die nicht den Kampfplatz erreichte und vorher abdrehte. Die restlichen 22 wurden in den Hafen von Sevilla gebracht. Unter den Gefangenen war auch Juan Alfonso Tello. Inzwischen erreichten die Engländer Lissabon und die Truppen gingen an Land.
Der vollständige Sieg von Sanchez de Tovars Flotte bedeutete die kastilische Vorherrschaft im Atlantik. Im folgenden Jahr kamen die Kastilier bis zu den Toren von Lissabon sowohl von Land, als auch auf See. Die englischen Bodentruppen konnten dabei wenig ausrichten. Das und Reibereien mit dem Herzog von Lancaster zwangen Ferdinand I., im August 1382 den Frieden mit Johann I. zu schließen, was den Sieg der Kastilier im Dritten Ferdinandinischen Krieg bedeutete.
Im darauffolgenden Vertrag von Badajoz (1383) musste Ferdinand I. seine Tochter mit Johann I. vermählen, was nach seinem Tod noch im selben Jahr zur Portugiesischen Revolution führte.

## Bibliografie
- Cesáreo Fernández Duro: La marina de Castilla. Editmex, Madrid 1995, ISBN 84-86288-00-2 (spanisch).
- Francisco Condeminas Mascaró: La marina militar española. Compendio histórico. Neuauflage Auflage. Ediciones Aljaima, Málaga 2000, ISBN 84-930472-4-4 (spanisch).